# خيسوس ريفاس
خيسوس ريفاس (بالإسبانية: Jesús Rivas)‏ هو لاعب كرة قدم مكسيكي، ولد في 29 أكتوبر 2002 في مدينة مكسيكو في المكسيك.